# لئو کوچنزا
لئو کوچنزا (انگلیسی: Leo Cusenza؛ زادهٔ ۲۰ فوریهٔ ۱۹۶۳) بازیکن فوتبال اهل بریتانیا است.
از باشگاه‌هایی که در آن بازی کرده‌است می‌توان به باشگاه فوتبال هارلو تاون و باشگاه فوتبال کولچستر یونایتد اشاره کرد.